# Ciconia maltha
Espèce
Synonymes
- † Jabiru weillsi Sellards, 1916

Ciconia maltha est une espèce fossile de cigognes (famille des Ciconiidae) ayant vécu au Pléistocène supérieur. L'holotype a été découvert dans le gisement de bitume de La Brea Tar Pits. L'espèce vivait dans l'Ouest et le Sud des États-Unis et à Cuba.